# Wapen van Malle

Wapen van Malle

Het wapen van Malle werd op 8 juli 1986 per Ministerieel besluit besluit aan de Antwerpse gemeente Malle toegekend.

## Blazoenering
De blazoenering van Malle luidt als volgt:
Gevierendeeld 1. en 4. in lazuur een keper van zilver, vergezeld van drie stappende hanen van goud, gebekt, gekamd, gebaard en gepoot van keel, de bovenste twee toegewend 2. en 3. in zilver drie dwarsbalken van lazuur en zoom van keel; in lazuur een Sint-Laurentius van natuurlijke kleur op een losse grasgrond.
Het wapen van Malle bestaat uit vier kwartieren: het eerste kwartier (rechtsonder), het tweede kwartier (rechtsboven), het derde kwartier (linksboven), het vierde kwartier (linksonder) en verder bestaat het wapen uit het  (het hartschild). Om te beginnen met het eerste kwartier en het derde kwartier (zie, het wordt nu ook andersom gedaan), deze bestaan uit acht zilvere dwarsbalken en zes blauwe dwarsbalken met daaromheen een rode vierkante dwarsbalk. Het tweede en het vierde kwartier bestaan uit twee kepers, met daarbuiten vijf hanen die links en rechts staan. De hanen en de kepers worden omgeven door een blauw veld. Ten slotte het hartschild, deze bestaat uit een denkende Sint-Laurentius op een grasveld. In zijn linkerhand houdt hij een kooi vast. Het hartschild is uitgevoerd in de kleuren: blauw, geel, groen, rood en zwart.

## Geschiedenis
Malle is in 1977 ontstaan uit een fusie uit de toenmalige gemeenten Oostmalle en Westmalle. Men heeft toen na de fusie een wapen samengesteld waarbij bijna alle elementen uit de wapens van de voormalige gemeenten in voorkwamen.